# Франц Войдіх
Франц Войдіх (нім. Franz Woidich; 2 січня 1921, Цнайм, Чехословаччина — 5 липня 2004, Майнц, Німеччина) — німецький льотчик-ас винищувальної авіації, оберлейтенант резерву люфтваффе (11 червня 1944). Кавалер Лицарського хреста Залізного хреста.

## Біографія
Після закінчення льотної школи 11 липня 1941 року зарахований в 5-у ескадрилью 27-ї винищувальної ескадри, яка діяла в Північній Африці. Свої перші 2 перемоги здобув 22 листопада 1941 року. 1 квітня 1942 року переведений в 3-ю ескадрилью 52-ї винищувальної ескадри. Учасник Німецько-радянської війни. До кінця 1943 року на його рахунку були 56 перемог. В липні 1944 року збив 29 літаків. 11 серпня 1944 року переведений в навчальну ескадрилью 400-ї ескадри, де пройшов перепідготовку на Ме.163. 11 вересня 1944 року переведений в 4-у ескадрилью тієї ж ескадри, а 25 листопада 1944 року очолив 6-у ескадрилью. Весною 1945 року, літаючи на ракетному винищувачі Me.163, збив один літак (22 квітня 1945).
Всього за час бойових дій здійснив близько 1000 бойових вильотів і збив 110 літаків, з них 107 радянських.

## Нагороди
- Нагрудний знак пілота
- Медаль «У пам'ять 1 жовтня 1938»
- Залізний хрест 2-го і 1-го класу
- Почесний Кубок Люфтваффе (13 вересня 1943)
- Німецький хрест в золоті (17 жовтня 1943)
- Лицарський хрест Залізного хреста (11 червня 1944) — за 80 перемог.
- Авіаційна планка винищувача в золоті з підвіскою «1000»